# Všechovice (Brno-vidéki járás)
Všechovice település Csehországban, a Brno-vidéki járásban. Všechovice Skalička, Unín, Hluboké Dvory, Tišnov, Malhostovice és Drásov településekkel határos. Lakosainak száma 264 fő (2024. január 1.).

## Népesség
A település lakosságának változását az alábbi diagram mutatja:
| Lakosok száma | 269  | 313  | 345  | 301  | 208  | 168  | 255  | 269  | 266  | 264  |
|               | 1869 | 1890 | 1921 | 1950 | 1980 | 2001 | 2017 | 2019 | 2022 | 2024 |